# Kummelharu
Kummelharu är en ö i Finland. Den ligger i Skärgårdshavet och i kommunen Pargas i den ekonomiska regionen  Åboland i landskapet Egentliga Finland, i den sydvästra delen av landet. Ön ligger omkring 74 kilometer sydväst om Åbo och omkring 200 kilometer väster om Helsingfors.  Den ligger på ön Jungfruharu.
Öns area är 3,5 hektar och dess största längd är 360 meter i nord-sydlig riktning.